# Franco Enna
Franco Enna, pseudonimo di Francesco Cannarozzo (Castrogiovanni, 16 settembre 1921 – Lugano, 19 luglio 1990), è stato uno scrittore italiano.
È stato un prolifico autore di gialli di successo e di storie di fantascienza, pubblicate nella collana Urania.
Ha firmato le sue opere anche come Franco Cannarozzo e usato vari pseudonimi anglosassoni. È stato anche poeta e drammaturgo. 

## Biografia
Nel 1955 I romanzi di Urania (poi solo Urania), edita dalla Arnoldo Mondadori di Milano, gli pubblica nel suo numero 73 del 10 marzo il romanzo L'astro lebbroso. Il fatto di essere appena il terzo italiano a essere ospitato su Urania - dopo Emilio Walesko (L'Atlantide svelata, sul n. 31) e L. R. Johannis, pseudonimo di Luigi Rapuzzi - lo fa immediatamente conoscere al grande pubblico di appassionati italiani di questo particolare genere letterario. In appendice a Urania apparvero a puntate due suoi romanzi, Panico al Polo e Noi mostri.
Tale opportunità fu agevolata dal fatto di essere direttore dell'ufficio stampa dei periodici Mondadori, fatto che poté aiutarlo nel pubblicare anche un certo numero di romanzi gialli per la stessa casa editrice, ma senza che questo suoni limitativo del suo valore artistico, riconosciutogli anche al di fuori della cerchia degli addetti ai lavori, come testimonia nel 2000 un'intervista su Travel dello scrittore, suo conterraneo, Andrea Camilleri di cui era diventato amico dal 1946 al 1948 quando questi visse a Enna i suoi anni di formazione letteraria: «...Ed io, proprio in quelle due stanzette, credo di essermi formato come scrittore.».
Franco Enna viene considerato lo scrittore che ha “provincializzato” il giallo italiano. Italo Calvino e Alberto Savinio avevano sentenziato che il paesaggio domestico non può fare da sfondo a un thriller. Cannarozzo, precedendo Leonardo Sciascia, Camilleri, Santo Piazzese, Domenico Cacopardo, Piergiorgio Di Cara, è stato il precursore del giallo di provincia, periferico, ambientato nel paesaggio e nelle città siciliane. Lo schema del giallo è la scusa per manifestare la sua concezione del mondo.
La Sicilia diventa lo scenario ideale per raccontare storie piene di intrighi e intrise di passionalità. Il personaggio più famoso creato da Cannarozzo è il commissario Federico Sartori, un siciliano malato di inguaribile nostalgia che si lascia condurre facilmente, dall'avventura e dall'amore, in storie intricate e avvincenti. Attorno a questo personaggio Franco Enna ha sviluppato una ricca serie di episodi romanzeschi che hanno avuto un fortunato successo di pubblico e gli hanno valso l'appellativo di "Simenon italiano".

## Premi e riconoscimenti
Gli è stato assegnato il Premio Euno, dal Kiwanis Club di Enna, Nella sua seconda edizione nel 1986.

## Opere
L'autore ha firmato i testi, a volte con il suo vero nome Franco Cannarozzo, a volte con lo pseudonimo Franco Enna e spesso con tanti altri pseudonimi di fantasia (gli pseudonimi sono riportati fra parentesi).

### Narrativa
- L'inferno confina con Dio (come Franco Cannarozzo), Tell, 1952
- Il meraviglioso Fulax (come Franco Cannarozzo), SEE, 1952
- L'angelo nell'aia - Cronaca di una guerra (come Franco Cannarozzo), Tell, 1952
- La morte porta disgrazia (come John W. Reel), Tell, 1952
- Perché mi hai ucciso? (come Andrew Maxwell), Tell, 1952
- Arnoldo e la mummia insanguinata (come Lou Happings), Tell, 1952; col titolo La mummia (come James L. Happings), Broadway, 1962
- La taverna del ragno (come Keogh Marton), Tell, 1952
- La strada verde (come James Douglas), Tell, 1952, (come Franco Enna), Mursia, 1969; col titolo L'altro uomo (come James Douglas), Ed. Romana Periodici, 1961
- Orrore (come Lou Happings), Tell, 1952
- Il colpevole non c'era (come Lou Happings), Tell, 1952
- La foresta di ghiaccio (come Sulo Rautavaara), Tell, 1953
- La morte porta i guanti (come Stephen Maredith), Tell, 1953
- Il giudice sbagliava (come Alexis Stone), Tell, 1953
- Panico al Polo (come Franco Enna), (a puntate in I romanzi di Urania: Mondadori, 1955; col titolo L'ignoto bianco, Kappa, 1957
- L'astro lebbroso (come Franco Enna), I romanzi di Urania 73, Mondadori, 1955
- Preludio alla tomba (come Franco Enna), Mondadori, 1955
- Tempo di massacro (come Franco Enna), Mondadori, 1955
- Il delitto mi ha vinto (come Franco Enna), Mondadori, 1956
- La grande paura (come Franco Enna), Mondadori, 1956
- Anastasia (biografia romanzata, come Henry Graham), Mursia, 1956
- Noi mostri (come Franco Enna), (a puntate in I romanzi di Urania): Mondadori, 1956; col titolo Mondi occulti, Kappa, 1957
- Viatico per Marianna (come Franco Enna), Mondadori, 1957; col titolo Il segreto di Marianna, Falsopiano, 2018
- Dinanzi a noi il cielo (come Franco Enna), Mursia, 1957
- Un'alcova per la tigre (come Lewis Allen Scott), Istituto Editoriale Internazionale, 1958
- La danza dei coltelli (come Conrad A. Roberts), Istituto Editoriale Internazionale, 1958, (come Edward Kanin), Longanesi, 1972
- Il porto delle furie, (come Conrad A. Roberts), Istituto Editoriale Internazionale, 1958
- Una femmina miagola (come Stephen Wilkes), Istituto Editoriale Internazionale, 1958
- Lascia viva la bionda (come Herbert Masson), Istituto Editoriale Internazionale, 1958; col titolo Ho perduto una bionda, Zillitti, 1963; col titolo Il finto play boy (come Franco Enna), Longanesi, 1973
- Il fiato ardente (come Thomas Freed), Istituto Editoriale Internazionale, 1958
- Amica Browning (come Conrad A. Roberts), Istituto Editoriale Internazionale, 1958
- Canaglia nuda (come Richard Shell), Istituto Editoriale Internazionale, 1958
- La donna e il furore (come Herbert Masson), Broadway, 1959
- La carne viva (come Conrad A. Roberts), Giumar, 1959; col titolo Ragazze da mille baci, Zillitti, 1962
- Il volto nudo (come Franco Enna), Broadway, 1960
- L'uomo dal cuore di vetro (come Ann M.O'Walter), Broadway, 1960
- Guai all'assassino (come Herbert Masson), Sugar, 1962
- Il graffio della gatta (come Lewis Hetcher), Zillitti, 1962
- Il bianco e il nero (come Thomas Freed), ISME, 1962
- La fine del mondo (come Franco Cannarozzo), ISME, 1962
- La terra delle patate dolci (come Franco Enna), ISME, 1962
- L'uomo che si tagliò la lingua (come Franco Enna), ISME, 1962
- Lee Boo, Principe buono (II vol) (come Franco Enna), ISME
- Molokai, l'isola nera (come Franco Enna), Passy, 1963
- Il volto delle favole (come Franco Enna), in Brivido all'italiana, Celt-Zillitti, 1963; col titolo Donna onorata, Longanesi, 1972
- Alessandra (come Franco Enna), in Brivido all'italiana, Celt-Zillitti, 1963; col titolo Delirio per Alessandra, De Agostini, 1987
- Il cuore in gola (come Franco Enna), Zillitti, 1963
- La notte delle iene (come Franco Enna), Zillitti, 1963
- Stringile forte (come Leslie Chambers), Zillitti, 1963
- Con te in un sacco a pelo (come Lewis Allen Scott), Zillitti, 1963
- Il deserto della follia (come Richard Shell), Zillitti, 1963
- Tutte le donne del mondo (come Conrad A. Roberts), Zillitti, 1963
- Una femmina tutta fuoco (come Conrad A. Roberts), Zilitti, 1963
- L'odio che scotta (come Franco Enna), Zillitti, 1964
- Ritorno dall'abisso (come Franco Enna), Zillitti, 1964
- Contrabbandiere tutto fare (come Conrad A. Roberts), La Tribuna, 1965
- Asfalto (come Leslie Chambers), Klan, 1965
- Dentro l'inferno (come Herbert Masson), Klan, 1966
- Le scarpe a punta (come Leslie Chambers), Klan, 1966
- Le bionde e le brune (come Leslie Chambers), Klan, 1966
- Vacanze maledette (come Franco Enna), La Tribuna, 1967
- L'ultima chance (come Franco Enna), Rizzoli BUR, 1967
- Il guanto verde del ricatto (come Donald Baron), Longanesi, 1971
- Il caso di Marina Solaris (come Franco Enna), Longanesi, 1971
- Passa il condor (come Franco Enna), Longanesi, 1971
- La bambola di gomma (come Franco Enna), Longanesi, 1971
- La jena morbida (come Edward Kanin), Longanesi, 1972
- Mamma lupara (come Franco Enna), Longanesi, 1972
- Il figlio del padrino (come Franco Enna), Longanesi, 1972
- Gli agenti preferiscono le brune (come Franco Enna), Longanesi, 1972
- Tutti finti (come Donald Baron), Longanesi, 1972
- Per un sacchetto di perle (come Franco Enna), Longanesi, 1973
- Il romantico professore (come Franco Enna), Longanesi, 1973
- Un poliziotto in vendita (come Franco Enna), Longanesi, 1973
- La grande paura, 50 sicli d'argento e altri racconti (racconti, come Franco Enna), Sonzogno, 1977
- L'uomo dell'Haganah (come Franco Enna), SEI, 1977
- Relé nero (come Franco Enna), SEI, 1977
- L'occhio lungo (come Franco Enna), Rusconi, 1979
- Quelli del Libano (come Franco Enna), Fabbri, 1984
- Riciclaggio (come Franco Enna), Elvetica, 1991

### Poesia
- Donne in vetrina (come Franco Cannarozzo), Enna, Scandaliato, 1944
- Il mare aspetta le mie strade (come Franco Cannarozzo), Lugano, Mazzucconi, 1950
- Dove le nuvole fanno ombra di miele (come Franco Cannarozzo), Lugano, Tell, 1952
- Segnali di fumo, Poesie (come Franco Enna), intr. Gisella Padovani, Enna, Papiro, 1989
- Carnet d'amore (come Franco Enna), pref. G. Barberi Squarotti, Enna, Papiro, 1989

### Teatro
- Appuntamento nel Michigan (atto unico, come Franco Cannarozzo), ne Il dramma, a. 29°, n. 183, 15 giugno 1953

### Cinema
- Omicidio per appuntamento; 1967, film del regista Mino Guerrini,  (come scrittore del soggetto)
- L'ultima chance; 1973,  film del regista Maurizio Lucidi, (come scrittore del soggetto).

### Prosa televisiva RAI
- L'altro uomo, regia di Enrico Colosimo, trasmesso il 23 giugno 1959. Interpreti: Renzo Giovampietro, Margherita Bagni, Franco Volpi, Bianca Galvan, Otello Toso, Gabriella Andreini, Raffaele Giangrande, Anna Carena, Andrea Matteuzzi, Riccardo Tassani. Scene di Lodovico Muratori.

### Prosa radiofonica RAI
- Giallo per voi: Concerto segreto, radiodramma di Franco Enna, regia di Marco Visconti, Secondo programma, Compagnia di Prosa di Firenze della RAI, con Antonio Guidi, Wanda Pasquini, Giuliana Corbellini, Adolfo Geri, Corrado Gaipa, Renata Negri, Angelo Zanobini, Rodolfo Martini, Grazia Radicchi, Carlo Pennetti, trasmesso il 25 settembre 1961.

### Traduzioni
- La morte di una madre, di R. Peyrefitte, traduzione di Franco Cannarozzo, Lugano, Tell, 1952
- Guerra e pace, di L.Tolstoj, (riduzione e adattamento di Franco Enna), Milano, Mursia, 1955
- Moby Dick, di H.Melville, (riduzione e adattamento di Franco Enna), Milano, Mursia, 1955
- Poesie e canti popolari di pace cinesi (antologia di liriche civili cinesi), traduzione di Franco Cannarozzo, Parma–Milano, Guanda, 1960
- Il grande mestiere, di A. Soubiran, traduzione di Franco Enna, Milano, Mursia, 1962
- Il meglio della fantascienza (antologia di fantascienza americana), traduzione di Franco Enna, Milano, Longanesi, 1965, 1967, 1973